# Muzak (rivista)
Muzak è stata una rivista musicale italiana che fu fondata a Roma nel 1973, attorno agli ambienti della sinistra extraparlamentare. Il primo direttore fu Giaime Pintor e l'editore era la Publisuono.

## Storia

### 1973: Muzak. Mensile di musica Progressiva-Rockfolkjazz
Il primo numero di Muzak uscì nell'ottobre del 1973. Nato da un collettivo redazionale vicino alla sinistra extraparlamentare che vedeva al suo interno Giaime Pintor, Antonino Antonucci Ferrara, Filiberto Lipparelli, Enzo Caffarelli, Marco Ferranti, Manuel Insolera, Piero Togni, Peppo Delconte, Giacomo Pellicciotti, la rivista vedeva la direzione di Giaime Pintor.
Nel primo numero che era già composto da 68 pagine compariva un manifesto dal titolo Autoritratto della muzak generation che ne tracciava le linee programmatiche:
Ecco, Muzak non c'entra niente. È autoironia. E buttatela via l'autoironia di questi tempi. Muzak è rimarcare che tutto ciò che è musica (anche la muzak, appunto) è sempre e comunque una cosa che riguarda delle persone. Veicolo dell'individualità ritrovata e della socialità riscoperta. Muzak è musicaccia. Ebbene: la musicaccia è quello che ci interessa. Se non altro per renderla musica a tutti gli effetti. Un'utopia? E perché no?»
(Il collettivo redazionale, Muzak #1, Ottobre 1973)
La rivista, che rappresentò per un certo periodo uno dei punti di riferimento del nuovo suono rock progressivo in Italia, vide anche il passaggio di alcune importanti firme che andranno poi a fondare alcune riviste fondamentali. Nel numero 6 di aprile 1974, dopo l'esperienza della fanzine ciclostilata Freak entrò a far parte della redazione Riccardo Bertoncelli, per poi uscirne dopo il numero 8 di giugno assieme all'ala redazionale milanese con cui andranno a formare il primo nucleo di Gong e tra questi vi erano Antonino Antonucci Ferrara, Peppo Delconte, Roberto Masotti, Marco Fumagalli e Giacomo Pellicciotti. Fu invece dal numero 9 di luglio che parteciparono come collaboratori Paolo Carù e Aldo Pedron che in seguito andranno a fondare Il mucchio selvaggio e Buscadero. Molte furono nel frattempo le firme importanti che collaborarono e scrissero sulle pagine di Muzak, e tra queste Francesco Guccini, Fernanda Pivano, Giovanna Marini, Paolo Pietrangeli.
Nonostante gli ottimi presupposti nel primo periodo in cui la rivista venne pubblicata, la linea editoriale fu improntata in modo abbastanza convenzionale, con news, articoli ed interviste, discografie commentate ed una rubrica dedicata alla posta dei lettori. Importante ed ampia era poi la rubrica dedicata agli strumenti musicali. Solo dopo un certo numero di pubblicazioni, Muzak iniziò a dedicare rubriche anche al teatro di ricerca, ai libri, al cinema e ai fumetti.
Con il numero 13 del novembre del 1974 la rivista interruppe temporaneamente la pubblicazione.

### 1974: Muzak. Per usare la musica, la cultura e altre cose
Dopo qualche mese di riorganizzazione, la rivista riprende la pubblicazione nell'aprile del 1975 per la casa editrice Publisuono di Roma, sempre diretta da Giaime Pintor ma con il nuovo sottotitolo Per usare la musica, la cultura e altre cose. La rivista si ripropose con una grafica rivisitata ed una redazione che vedeva nomi quali Giaime Pintor, Piero Togni, Danilo Moroni, Carlo Rocco, Lydia Tarantini, Maurizio Baiata, Gino Castaldo, Chicco Ricci, Alessandro Portelli, Giovanni Lombardo-Radice, Daniel Caimi, con nuovi collaboratori dall'Inghilterra e dagli Usa.
La nuova rivista, come dichiarato anche nel sottotitolo dedicava meno spazi a generi come rock, folk e jazz, e più spazio a rubriche politiche e sociali, cambiando così anche il target di riferimento, e rivolgendosi anche a studiosi e movimentisti. Fu proprio a causa di uno di questi servizi che indagava la sessualità tramite gli strumenti delle interviste e dei sondaggi, che la redazione di Muzak incappò in un processo per "corruzione di minorenni" scaturita dalla denuncia di un gruppo di professori e genitori del Liceo Visconti di Roma, causando così il recedere del sostegno dell'editore e la successiva chiusura della rivista.
Altre persone coinvolte a vario titolo furono: Lidia Ravera (vicedirettore dal 1975), Marco Lombardo Radice, Paolo Ricci, Domenico Ricci, Simone Dessì, Sergio Saviane, Mario Schiano, Peppo Delconte, Bebo Moroni.

## Origine del nome
Muzak è un termine nato negli Stati Uniti per definire quella musica commerciale di facile ascolto e poco impegnativa diffusa come sottofondo in vari ambienti come bar, ristoranti, alberghi, negozi, megastore ecc. È tuttora un marchio registrato dell'azienda Muzak Holdings, che fu la prima a coniare il termine e a diffondere questa tipologia di musica.